# Lindsay Stalzer
Lindsay Marie Stalzer (Peoria, 25 luglio 1984) è una pallavolista statunitense, nel ruolo di schiacciatrice.

## Carriera

### Club
Lindsay Stalzer muove i primi passi nella pallavolo a livello scolastico, giocando con la Kewanee HS, con la quale gioca anche a pallacanestro e partecipa alle gare di salto in alto. Dopo il diploma gioca a livello universitario con la Bradley, in NCAA Division I, dal 2002 al 2005, impiegata nel ruolo di centrale.
Firma il suo primo contratto da professionista a Porto Rico, partecipando alla Liga de Voleibol Superior Femenino 2007 con le Divas de Aguadilla. Nella stagione 2007-08 approda in Francia, partecipando alla Pro A con il Calais, mentre nella stagione seguente si trasferisce in Spagna, difendendo i colori del Ciutadella, nella Superliga Femenina de Voleibol, dove resta anche per l'annata 2009-10, trasferendosi al Finestrat.
Nel campionato 2010-11 si accasa al Branik, nella 1. DOL slovena, conquistando scudetto e coppa nazionale, mentre nel campionato seguente approda per un biennio al Neuchâtel, club impegnato nella Lega Nazionale A svizzera nel quale gioca come opposto. Dopo un'annata con l'MTV Stoccarda, in cui inizia a disimpegnarsi anche nel ruolo di schiacciatrice nella 1. Bundesliga tedesca, prende parte alla PSL Grand Prix Conference 2014 con il Cignal HD: terminati gli impegni con la formazione delle Filippine, si accasa al Nakornnonthaburi per la Thai-Denmark Super League 2015.
Partecipa quindi alla PSL Grand Prix Conference 2015 col Foton, conquistando il titolo e venendo eletta MVP del torneo; conclusi gli impegni con la formazione asiatica, approda in Finlandia per la seconda parte della Lentopallon Mestaruusliiga 2015-16, conquistando lo scudetto con l'HPK Naiset. Rientra in forza al Foton per l'AVC Club Championships 2016 e per la PSL Grand Prix Conference 2016, confermandosi campionessa del torneo: partecipa quindi al campionato mondiale per club 2016, con la PSL All-Stars, ossia la squadra con le migliori giocatrici della Philippine Super Liga.
Emigra in seguito in Indonesia per partecipare alla Proliga con il Jakarta Elektrik PLN, con cui conquista ancora uno scudetto, ed è poi nuovamente nella PSL Grand Prix Conference, questa volta con il Petron, con cui nel 2018 si aggiudica il torneo e viene premiata come miglior giocatrice. Dopo aver partecipato alla Proliga 2019 con il Jakarta BNI, trascorre un biennio nelle Filippine, prendendo parte alla PSL Grand Prix Conference 2019 e 2020 con l'F2 Logistics.
Rientra quindi in patria per partecipare alla prima edizione dell'Athletes Unlimited, dopo la quale approda a Porto Rico per disputare la Liga de Voleibol Superior Femenino 2021 con le Grises de Humacao: dopo l'eliminazione della sua squadra al termine della stagione regolare, disputa i quarti di finale dei play-off scudetto con Leonas de Ponce, che vengono a loro volta eliminate, approdando così alle Valencianas de Juncos per le semifinali.
Nel 2022 è impegnata nella seconda edizione dell'Athletes Unlimited: al termine degli impegni in patria è nuovamente di scena nella LVSF, giocando per le Atenienses de Manatí e poi nelle Filippine, dove partecipa alla PVL Reinforced Conference 2022 con l'F2 Logistics, approdando poi a Cipro nel gennaio 2023 per indossare la casacca dell'Apollōn Limassol, in A' katīgoria. Dopo aver partecipato all'Athletes Unlimited 2023, disputa la Pro Volleyball Federation 2024, indossando la maglia delle San Diego Mojo, senza però concludere il torneo.
Torna in campo per disputare la Liga de Voleibol Superior Femenino 2025 con le Cangrejeras de Santurce, che lascia qualche settimana dopo l'inizio del torneo per indossare nuovamente la casacca delle Valencianas de Juncos, venendo svincolata poco prima della fine del torneo.

### Nazionale
Fa il suo esordio nella nazionale statunitense in occasione del campionato nordamericano 2021, dove si classifica al quarto posto, prima di aggiudicarsi la medaglia di bronzo alla NORCECA Final Six dello stesso anno.

## Palmarès

### Club
- Campionato sloveno: 1

2010-11
- PSL Grand Prix Conference: 3

2015, 2016, 2018
- Campionato indonesiano: 1

2017
- Coppa di Slovenia: 1

2010–11

### Nazionale (competizioni minori)
- NORCECA Final Six 2021

### Premi individuali
- 2014 - PSL Grand Prix Conference: Miglior schiacciatrice
- 2015 - PSL Grand Prix Conference: MVP
- 2017 - PSL Grand Prix Conference: Miglior schiacciatrice
- 2018 - PSL Grand Prix Conference: MVP